# Giuseppe Giacosa
Giuseppe Giacosa (Collereto Giacosa, 21 d'octubre de 1847 - Collereto Giacosa, 1 de setembre de 1906) va ser un poeta, llibretista i autor d'obres de teatre, italià.
Va nàixer a Colleretto Parella, població posteriorment anomenada amb el seu nom actual Colleretto Giacosa en el seu honor, prop de Torí. Son pare va ser magistrat. Es va llicenciar en dret a la Universitat de Torí, tot i que no va exercir mai la carrera.
Va guanyar el seu primer reconeixement amb el drama Una partita a scacchi (Una partida d'escacs) l'any 1871. Es va especialitzar en la dramatúrgia, destacant per la seua perspicàcia i simplicitat, localitzant al Piemont moltes de les seues històries que tractaven sobre qüestions relacionades amb valors burgesos contemporanis. Va escriure també La Dame de Challant, per a la famosa actriu francesa Sarah Bernhardt, que la va portar a escena a Nova York l'any 1891.
Però sobretot, és reconegut en l'actualitat por la seua important tasca com a autor dels llibrets per a òpera que va escriure en col·laboració amb Luigi Illica i en els que Giacomo Puccini va basar diverses dels seus més conegudes òperes, com La Bohème, Tosca i Madama Butterfly.
Quan treballaven junts, Giacosa era qui aportava la poesia, el text i Illica aportava l'estructura extraient els elements dramàtics dels textos originals. Considerant que potser la labor de Giacosa era més important, Puccini va expressar la seua preocupació en alguna ocasió durant la creació de La Bohème quan Giacosa va suggerir abandonar el projecte, però no va fer el mateix quan eventualment va ser Illica qui ho va suggerir.